# August Leonard Rönnblom
August Leonard Rönnblom, född 6 september 1823 i Jönköping, död 8 mars 1858 i Göteborg, var en svensk klockgjutare, ciselör och skulptör.
Han var son till klockgjutaren Anders Mathias Rönnblom (f. 1793 - levde ännu 1859) och Elisabeth Jonsdotter. Efter studier vid olika konstskolor i Stockholm deltog han 1848 som frivillig i den 2:a danska reservbataljonen under det dansk-tyska kriget. Efter hemförlovningen vistades han en tid i Jönköping där han bland annat utförde en bronsbyst över sin far. Han var därefter verksam i Stockholm som statyformare. Han reste 1853 på ett kortare besök till Finland där han på beställning utförde en bröstbild av skalden Runeberg den skänktes senare av Finska Konstföreningen till Litteratursällskapet i Helsingfors. En nästan kopia av Rönnbloms Runeberg byst utfördes av Carl Eneas Sjöstrand 1857 som nu är placerat på Skånska konstmuseum och den har i litteraturen felaktigt tillskrivits Rönnblom. Efter sin Finlandsresa vistades han en kort tid i Stockholm innan han slutligen bosätter sig som klockgjutare i Göteborg. Som resande gravör arbetade han i Visby 1855 och i Göteborg 1857.